# Høm
Høm – miasto w Danii, w regionie Zelandia, w gminie Ringsted.